# 2,2-Dimethoxypropan
2,2-Dimethoxypropan ist eine chemische Verbindung aus der Gruppe der Acetale.

## Gewinnung und Darstellung
2,2-Dimethoxypropan kann durch Reaktion von Aceton und Methanol gewonnen werden.

## Eigenschaften
2,2-Dimethoxypropan ist eine leicht entzündbare, leicht flüchtige, farblose Flüssigkeit mit aromatischem Geruch, die leicht löslich in Wasser ist.

## Verwendung
2,2-Dimethoxypropan ist ein organischer Baustein, der häufig als Vorläufer zur Erzeugung von 2-Methoxypropen verwendet wird. Es dient auch als Zwischenprodukt bei der Synthese von Vitamin E, Vitamin A und verschiedenen Carotinoiden wie Astaxanthin. Es wird als Reagenz zur Herstellung von 1,2-Diolen, Acetoniden, Isopropylidenderivaten von Zuckern, Nukleosiden, Methylestern von Aminosäuren und Enolethern verwendet. Da sich die Verbindung bei Kontakt mit Wasser wieder in Methanol und Aceton zersetzt, kann dies zur Bestimmung von Wasser in Naturprodukten verwendet werden.
Die durch Säure katalysierte Hydrolyse von 2,2-Dimethoxypropan zu Aceton und Methanol wird in der Verfahrenstechnik zudem zur Charakterisierung der Mischgüte von Apparaten wie z. B. Rührkesseln und kontinuierlich durchströmten statischen Mischern verwendet. Dazu wird eine saure wässrige Lösung (in der Regel mit verdünnter Salzsäure) mit einer alkalischen wässrigen Lösung (in der Regel mit Natronlauge) von 2,2-Dimethoxypropan in Kontakt gebracht, wobei die Lauge leicht im Überschuss vorliegt. Da die Neutralisation schneller abläuft als die Hydrolyse, würde bei idealer Durchmischung fast kein Aceton und Methanol entstehen, da die vorliegenden Protonen durch die Neutralisationsreaktion verbraucht werden. Der Umsatz der Hydrolyse dient somit als Gradmesser für die Mischgüte.

## Sicherheitshinweise
Die Dämpfe von 2,2-Dimethoxypropan können mit Luft ein explosionsfähiges Gemisch (Flammpunkt −11 °C) bilden.